# Metal técnico
El metal técnico (technical metal en inglés, o tech metal de forma abreviada), es una variante del heavy metal, donde la forma de tocar es más técnica que la del resto de las bandas, logrando que su música sea compleja.
Algunos géneros musicales relacionados con el metal técnico son:
- Metal progresivo
- Death metal progresivo
- Death metal técnico
- Thrash metal técnico
- Mathcore
- Djent